# Dique seco
Dique seco, o dique de carena, es el nombre de las instalaciones portuarias destinadas a poner las embarcaciones fuera del agua para efectuar reparaciones en su parte externa.

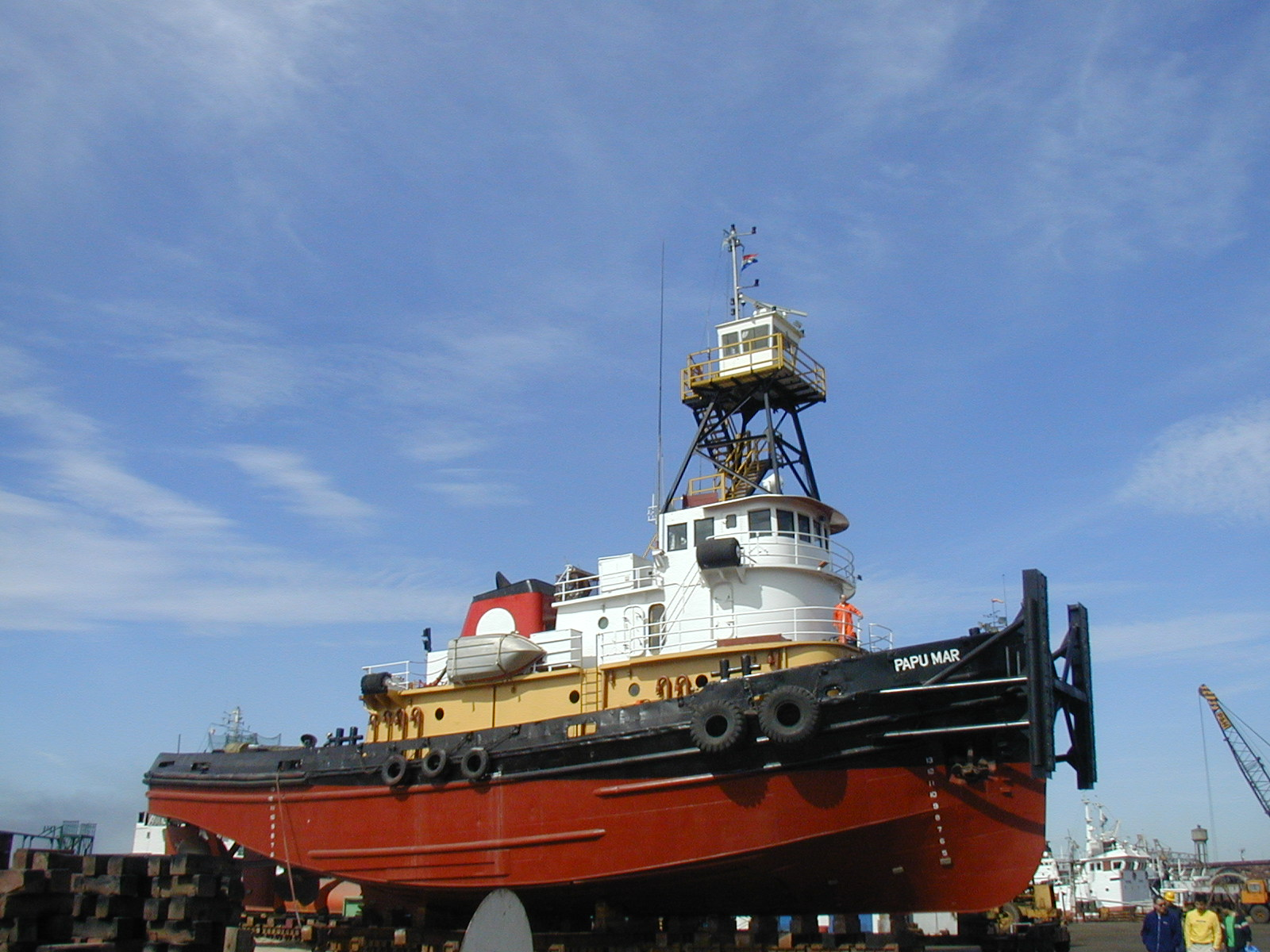
Remolcador-empujador en seco (2).

Estas reparaciones que se realizan en forma periódica reciben el nombre de carenado y se efectúan en la parte del casco conocida como obra viva o carena.

## Puesta a seco
Según sea el sistema de puesta en seco distinguimos:
- Varadero: es el sistema más primitivo, se emplea en la actualidad para embarcaciones menores de poco porte. Consiste en un plano inclinado sobre el que se desplaza el objeto a levantar mediante trineos.
- Dique seco: se trata de una esclusa donde se introduce el navío y una vez cerrada, se bombea el agua del interior hasta dejar apoyada la embarcación sobre una cama o picadero, que debe "copiar" la geometría del casco para mantenerlo estable.
- Dique flotante: este es un artefacto naval que utiliza el principio de funcionamiento de los submarinos: mediante inundación de tanques , hunde la estructura para permitir que la embarcación a reparar ingrese en su seno. Una vez en su sitio, se achican estos tanques provocando la elevación del conjunto, logrando así la puesta en seco.
- Sincroelevador (Sincrolift): se trata de un sistema de vigas articuladas izadas por cabestrantes  en sus extremos, cada uno operado por un potente motor eléctrico. El conjunto de motores opera sincrónicamente, generando una plataforma de elevación de gran porte. Primero se equipa la plataforma con una cama o picadero similar al caso del dique seco pero montada sobre rieles, luego se sumerge el conjunto para que el buque a elevar quede sobre la cama antedicha, en tercer lugar se eleva el buque (que queda "calzado" en la cama) y finalmente se desplaza sobre los rieles, dejando el elevador libre para seguir operando.

## Galería

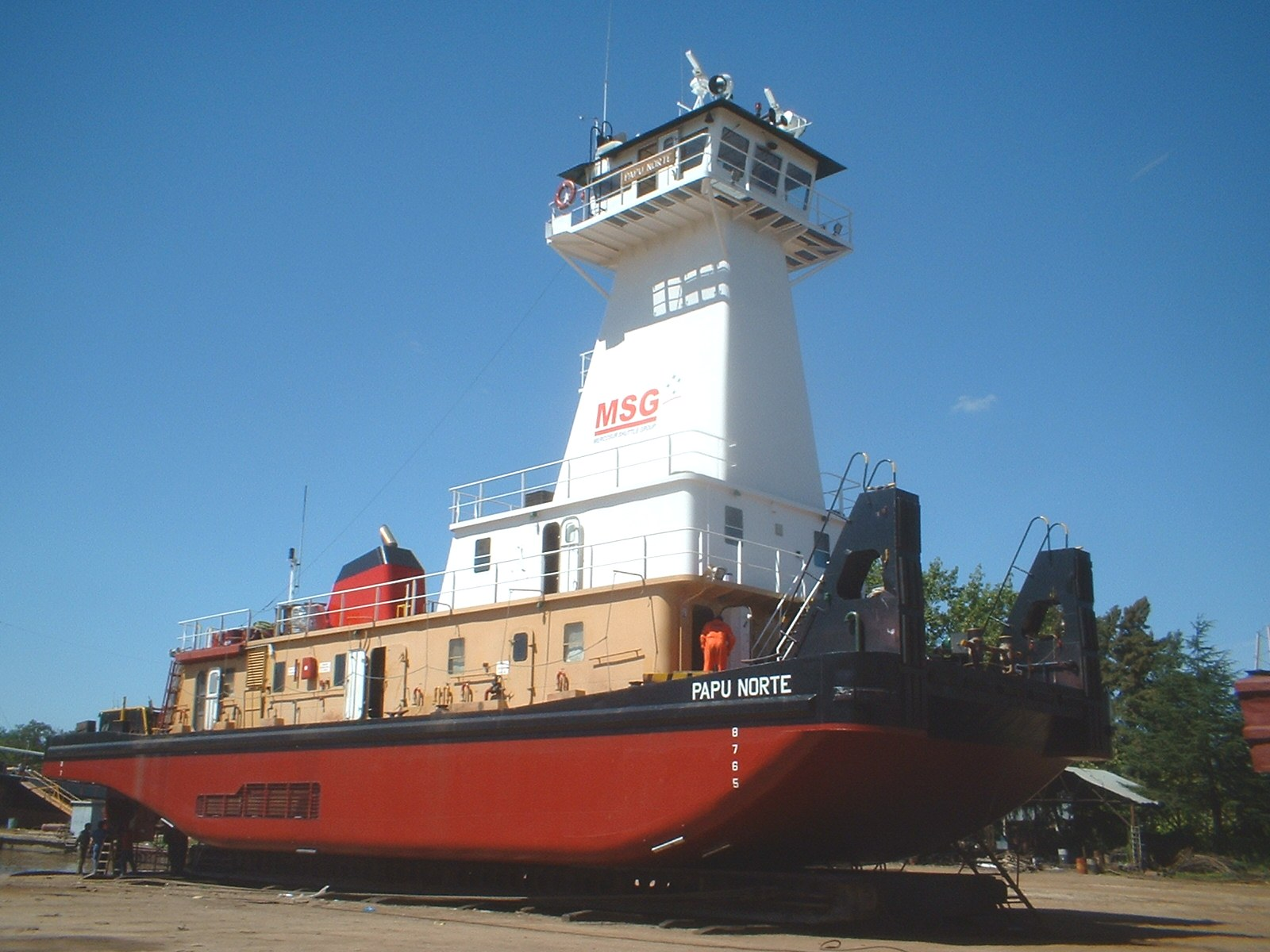
Sistema Varadero
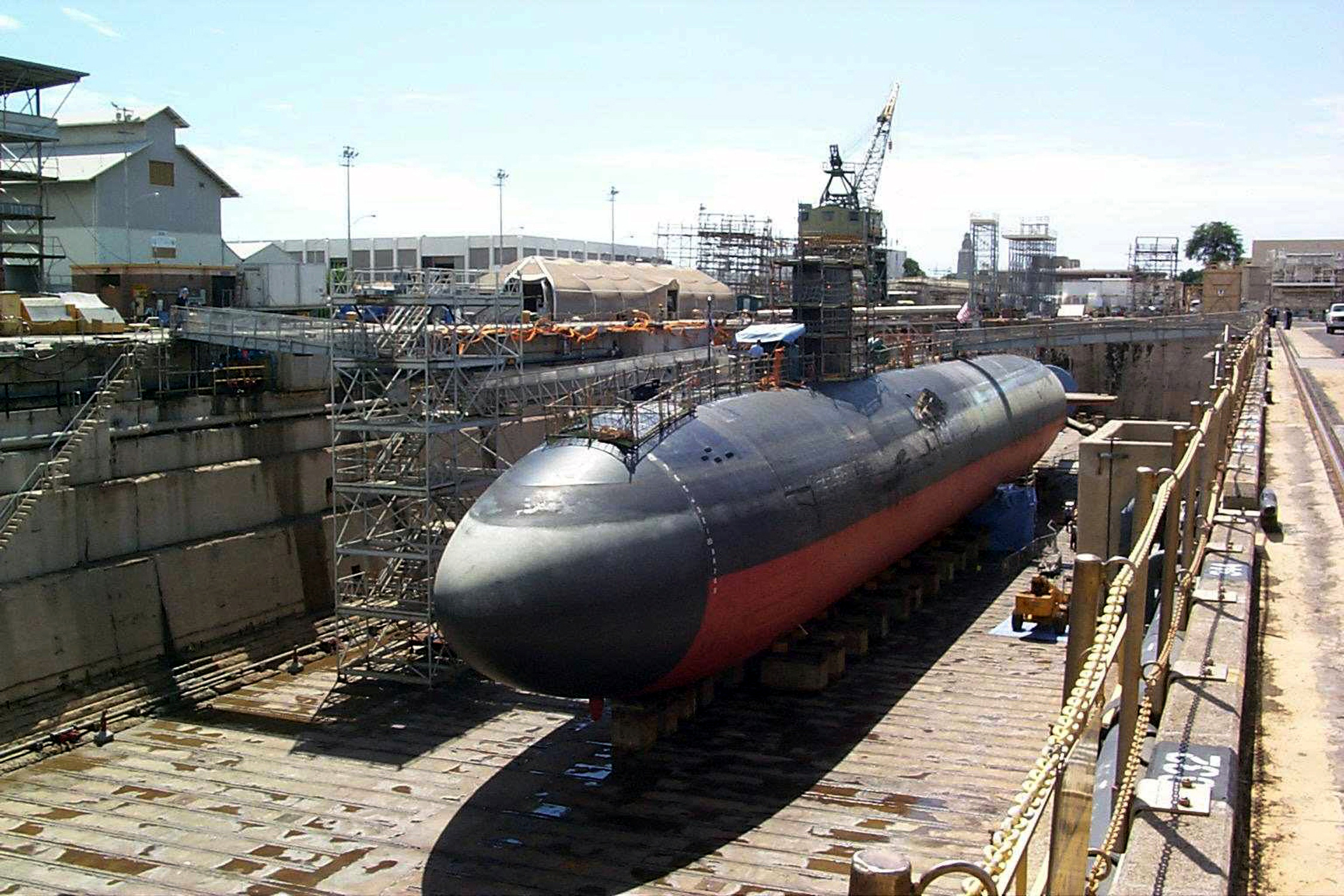
Sistema esclusa
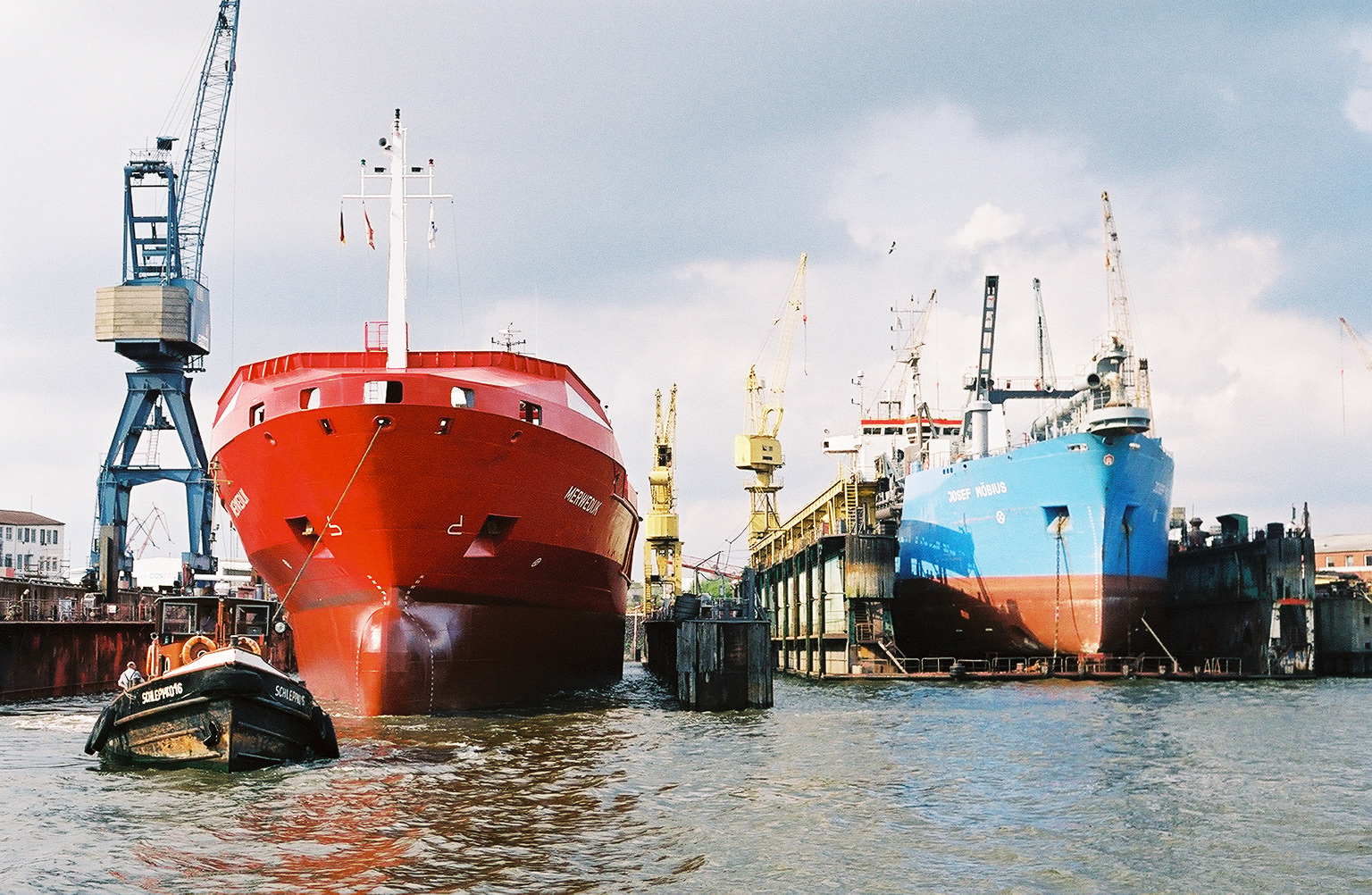
Dique flotante en el puerto de Hamburgo, Alemania
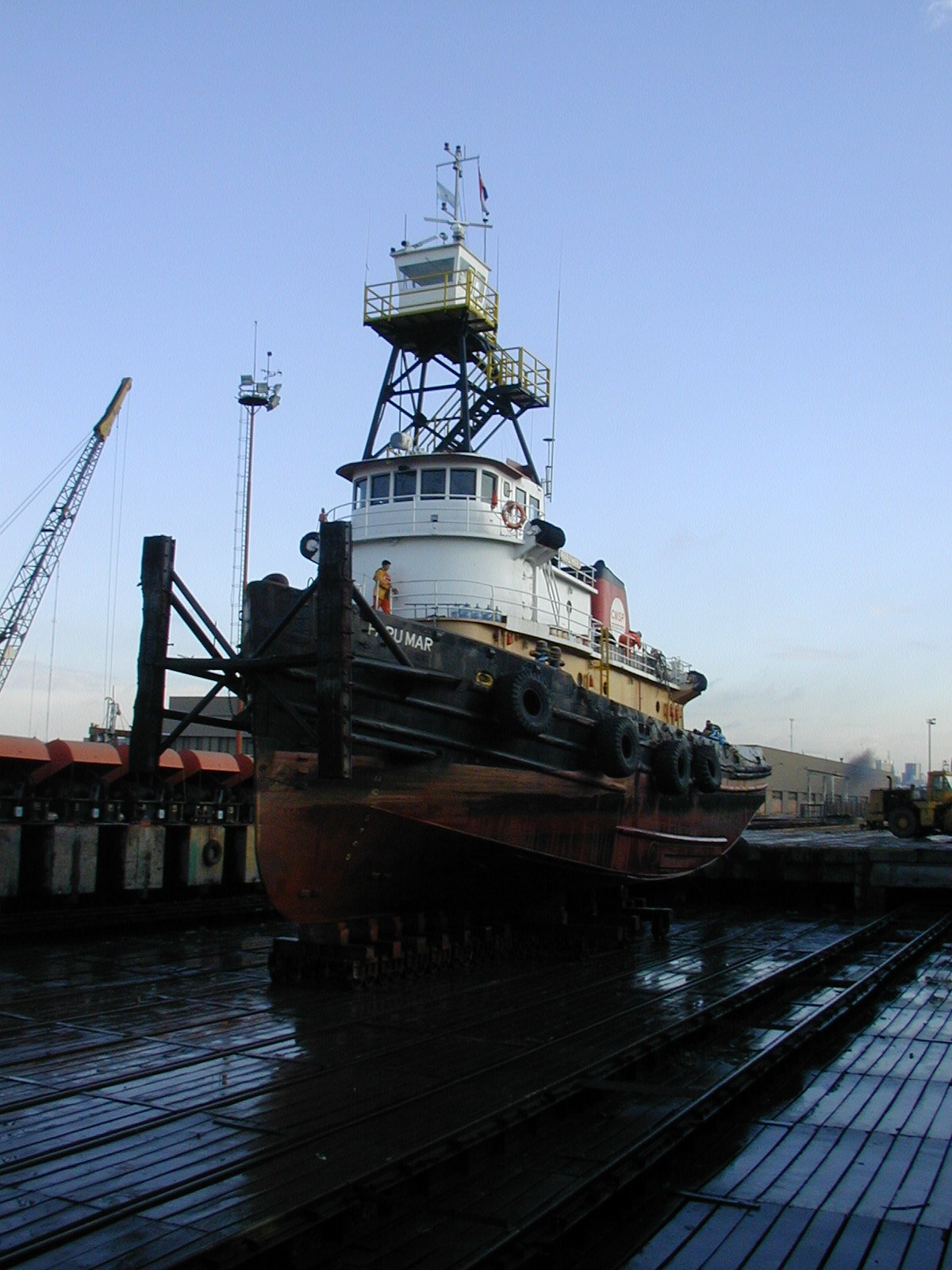
Sincrolift (1)
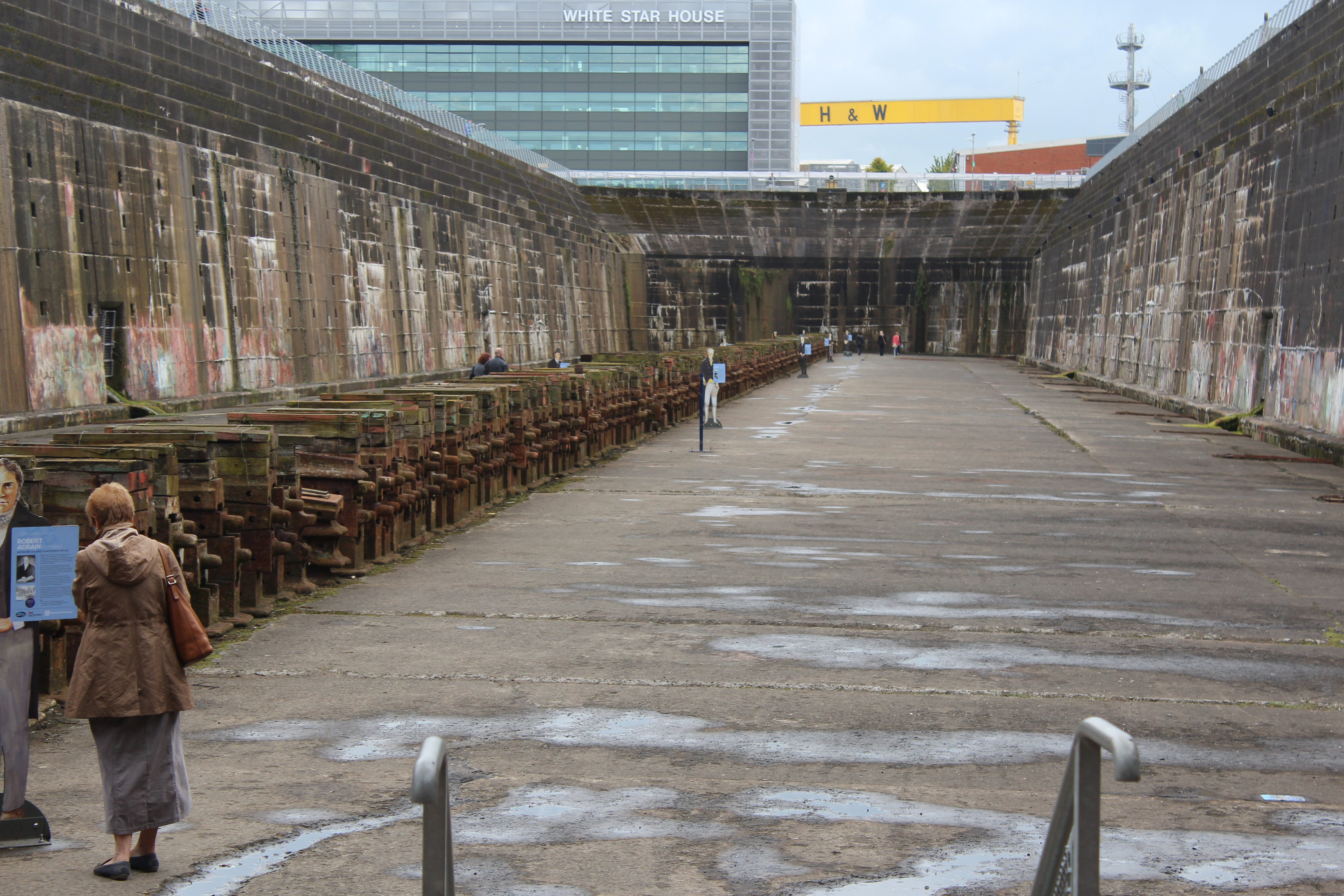
El dique seco (269 m de largo) donde se construyó el Titanic (Belfast)
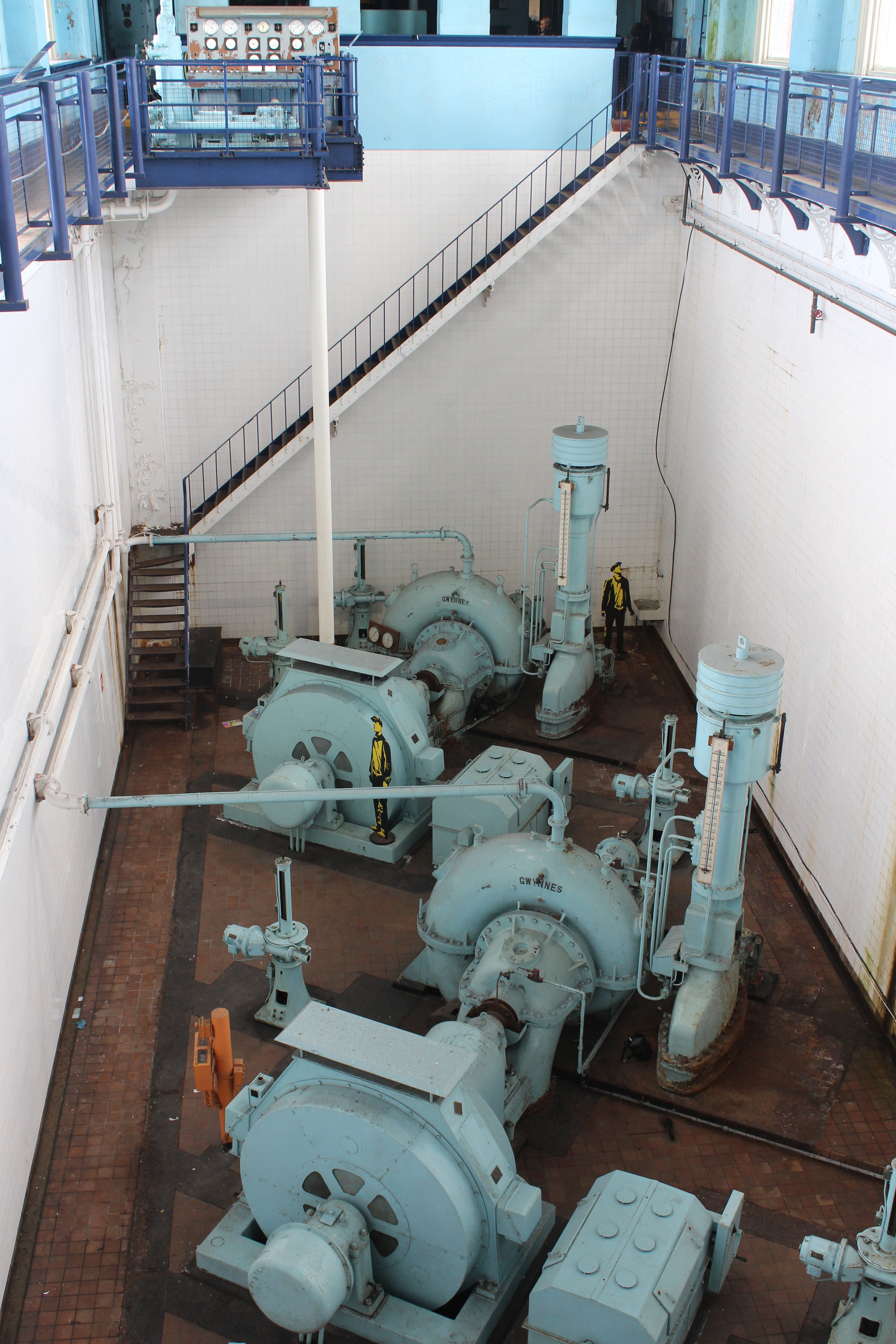
Bombas (1911) para controlar el dique seco de Thompson (donde se construyó el Titanic)